# اندیس کرومیت پره شاهی
کرومیت پره شاهی یک اندیس فلزی است که در حوالی شهر حاجی آباد استان سیستان و بلوچستان قرار دارد و مادهٔ معدنی موجود در آن، کرومیت است.سنگ میزبان این اندیس پریدوتیتهای تکتو نیزه و آلتره است و دیرینگی آن به دوران کرتاسه بالایی می‌رسد. 